# Üttfeld
Üttfeld település Németországban, Rajna-vidék-Pfalz tartományban. Lakosainak száma 392 fő (2023. december 31.).

## Népesség
A település népességének változása:
| Lakosok száma | 538  | 391  | 383  | 386  | 410  | 392  |
|               | 1975 | 2017 | 2019 | 2021 | 2022 | 2023 |